# Гентський міжнародний кінофестиваль
Ге́нтський міжнаро́дний кінофести́валь (нід. Internationaal filmfestival van Vlaanderen-Gent)) — один з найважливіших кінофестивалів у світі. Уперше відбувся 1974 року як студентський фестиваль. У 2011 році восени фестиваль пройшов у 38-ме. Гентський кінофестиваль має значний авторитет й вплив на розвиток світового кіно. Тут отримували призи видатні майстри світового екрану. Щорічно в програмі фестивалю понад 150 короткометражних і документальних фільмів, які привертають увагу понад 125 000 глядачів. Гентський кінофестиваль особливу увагу приділяє музиці та її ролі у фільмі.
З 2000 по 2018 рік проводився Європейський конкурс короткометражних фільмів.  У 2019 році конкурс короткометражних фільмів був реформований у міжнародний конкурс, головною нагородою якого стала Міжнародна премія короткометражних фільмів.